# Regra de Fleming

A distinção entre polos geográficos norte e sul faz-se também via Regra de Fleming.

A Regra de Fleming, popularmente conhecida como Regra da mão direita, é a regra e recurso mnemônico geralmente utilizada quando se necessita diferenciar e/ou estabelecer como padrão uma entre duas orientações espaciais possíveis em um sistema físico pertinente. É particularmente útil para se estabelecer a "orientação do espaço" bem como a orientação do vetor resultante de um produto vetorial neste espaço. Foi originalmente estabelecida pelo físico John Ambrose Fleming.

## Orientando o espaço

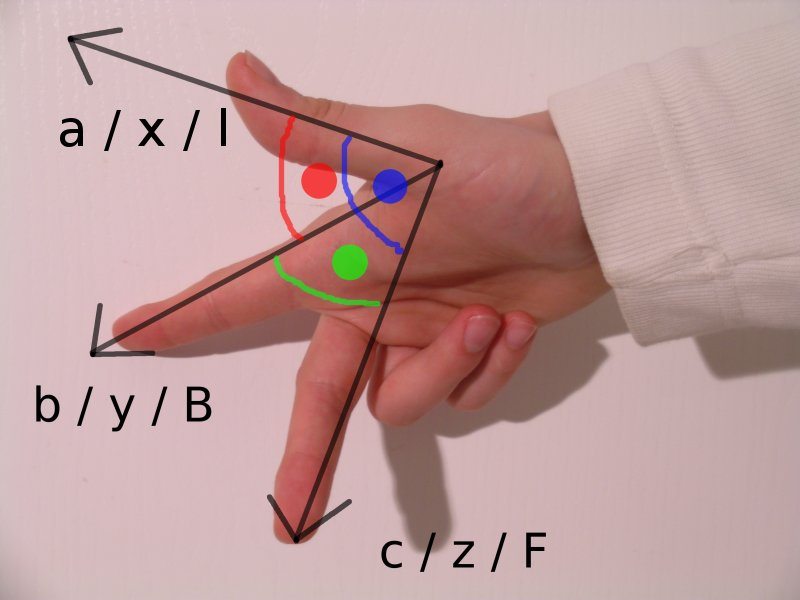
Descrição da aplicação da regra da mão direita.

A regra de Fleming é necessária para se estabelecer o sistema de coordenadas tridimensional ortogonal padrão, i.e., uma base vetorial orientada. Dados os eixos X e Y devidamente orientados e ortogonais, ao eixo Z, perpendicular a ambos, é possível associarem-se dois sentidos diferentes, o que possibilita dois sistemas de coordenadas enantimorfos, por natureza distintos e para os fins a que se destinam nem sempre intercambiáveis.
Com o polegar da mão direita espalmada acompanhando a orientação do eixo X (vetor unitário i) e os demais dedos indicando a orientação do eixo Y (vetor unitário j), o tapa estabelece a orientação que o eixo z (o vetor unitário k) deve assumir para construir-se um sistema de coordenadas dextrogiro; sendo o produto vetorial nesse espaço então definido por i X j = k. Em termos de polegar, dedo indicador e dedo médio ortogonalmente estendidos, a mesma regra encontra-se representada na figura ao lado.
Orientar-se o eixo z em sentido contrário (i X j = k' = -k) não é o padrão, e o sistema levogiro. é muito raramente - e sempre acompanhado de várias ressalvas - utilizado.

## Aplicações práticas

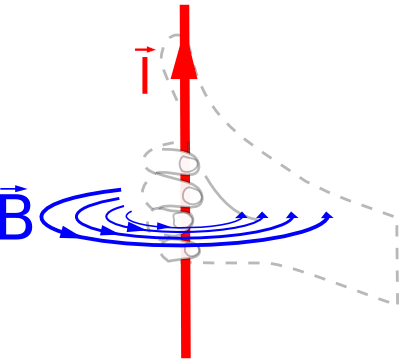
Vetor associado a rotação.

Como exemplo esta regra permite obter-se facilmente o sentido da força magnética F resultante em um fio condutor de corrente elétrica I quando imerso em uma região onde há um campo magnético B: posicionando-se a mão direita de forma que o polegar desta mão aponte ao longo do condutor no sentido da corrente elétrica convencional que nele faz-se presente, e de forma que os demais dedos apontem no sentido do campo magnético, a mão estará posicionada de maneira que o movimento associado a um "tapa" dado com esta mão forneça a direção e o sentido da força magnética associada que atua no condutor. Conforme apresentado, o recurso mnemônico acima é geralmente conhecido por Regra do tapa.
Há também uma versão da mesma regra envolvendo apenas o dedo médio, o polegar e o indicador da mão direita (ver figura); sendo o resultado final em termos de orientação, contudo, o mesmo. Orientando-se o polegar no sentido da corrente (I) e o indicador no sentido do campo magnético (B) a orientação sugerida pelo dedo médio quando posto de forma perpendicular aos anteriores será o sentido do vetor força (F) resultante.
Posicionando-se o dedo polegar da mão direita ao longo de um condutor de forma a orientá-lo com a corrente convencional que circula pelo mesmo também permite a obtenção do sentido de "giro" do campo magnético oriundo desta corrente, bastando para tal acompanhar a orientação dos outros dedos quando estes "abraçam" o fio (ver figura).
A regra da mão direita também aplica-se à definição dos polos geográficos em um astro ou objeto em rotação. Posicionando-se a mão direita de forma a habilitá-la a "segurar" o objeto em rotação com os dedos acompanhando o sentido de rotação do mesmo, o polegar irá apontar para o polo a ser nomeado polo norte. O outro será o sul.